# Wehingen
Wehingen è un comune tedesco di 3 664 abitanti,, situato nel land del Baden-Württemberg.